# Tilos Rádió

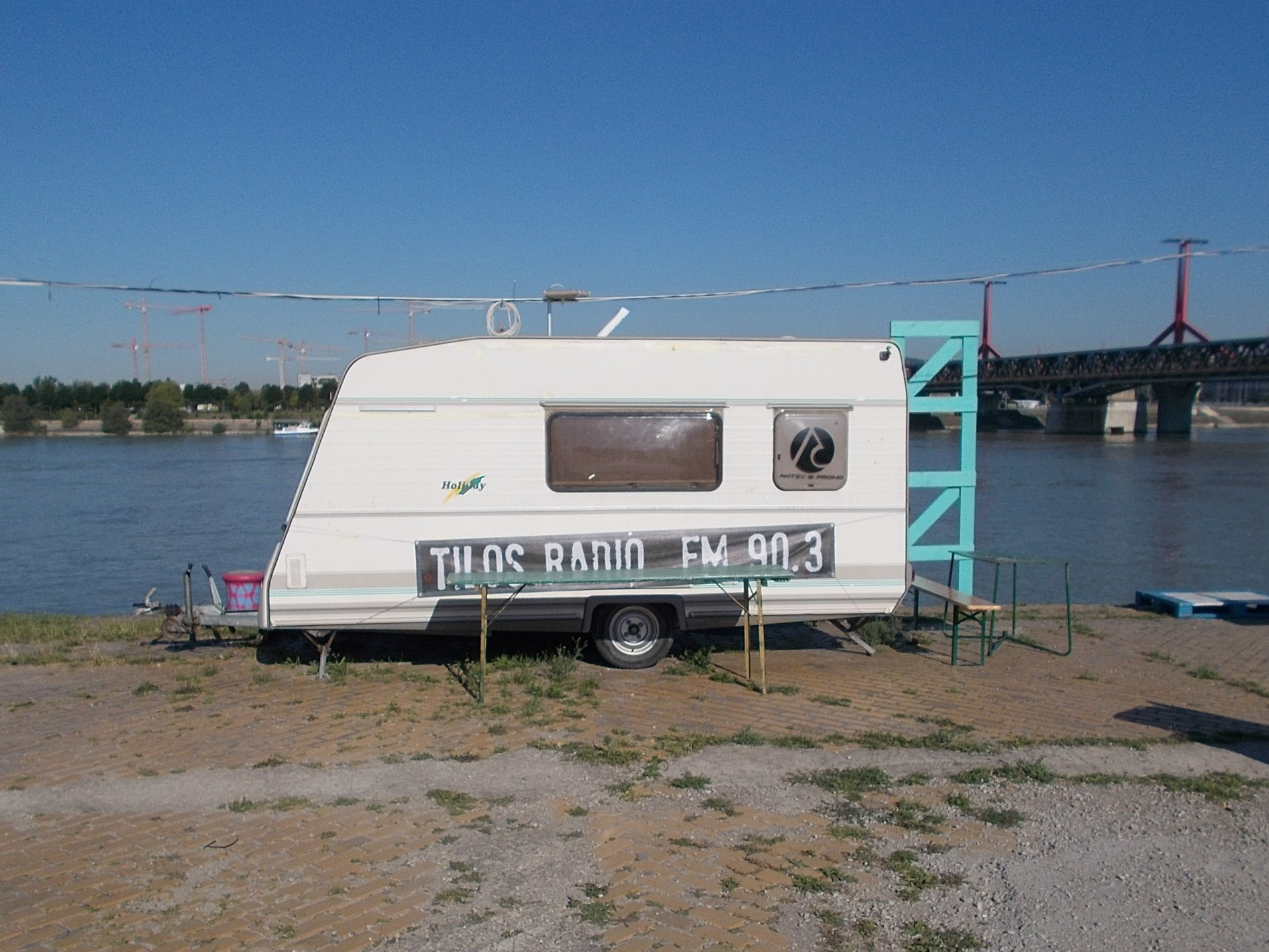
Tilos Rádió FM90.3

Tilos Rádió ([ˈtiloʃ ˈɾaːdioː]) est une radio non commerciale hongroise qui émet sur Budapest et sa région. Elle est membre fondatrice du réseau Radia. Son nom signifie « Radio interdite » en français.